# Jonah Hill
Jonah Hill Feldstein (Los Ángeles, California; 20 de diciembre de 1983) es un actor, comediante, director, guionista y productor estadounidense, nominado en dos ocasiones al Premio Óscar. Ha trabajado en películas como Superbad, Moneyball y El lobo de Wall Street.

## Biografía

### 1983-2004: Primeros años
Hill nació el 20 de diciembre de 1983 en Los Ángeles, California. Sus padres eran Sharon Lyn (nombre de soltera, Chalkin), diseñadora de moda, y Richard Feldstein, mánager de gira de los Guns N' Roses. Es hermano pequeño de la actriz Beanie Feldstein (b. 1993). Su hermano mayor, Jordan Feldstein (1977–2017), era mánager de Robin Thicke y Maroon 5 hasta su trempana muerte a los 40 años de embolia pulmonar. Sus padres eran originariamente de Long Island, New York, y veraneaban en las Montañas de Catskill.
Hill y sus familiares viviero en el lujoso barrio de Cheviot Hills, donde continúa residiendo, e hizo los estudios de primaria en el Brentwood School y los secundarios en el Crossroads School en Santa Mónica. Trabajó en la Hot Rod Skateboard Shop en Westwood Boulevard de Los Ángeles. Tras graduarse en secundaria en Los Ángeles, su ciudad natal, Hill fue a la New School University de Nueva York y en la Universidad de Colorado en Boulder pero no se graduó.

### 2004-2010: Primeros trabajos

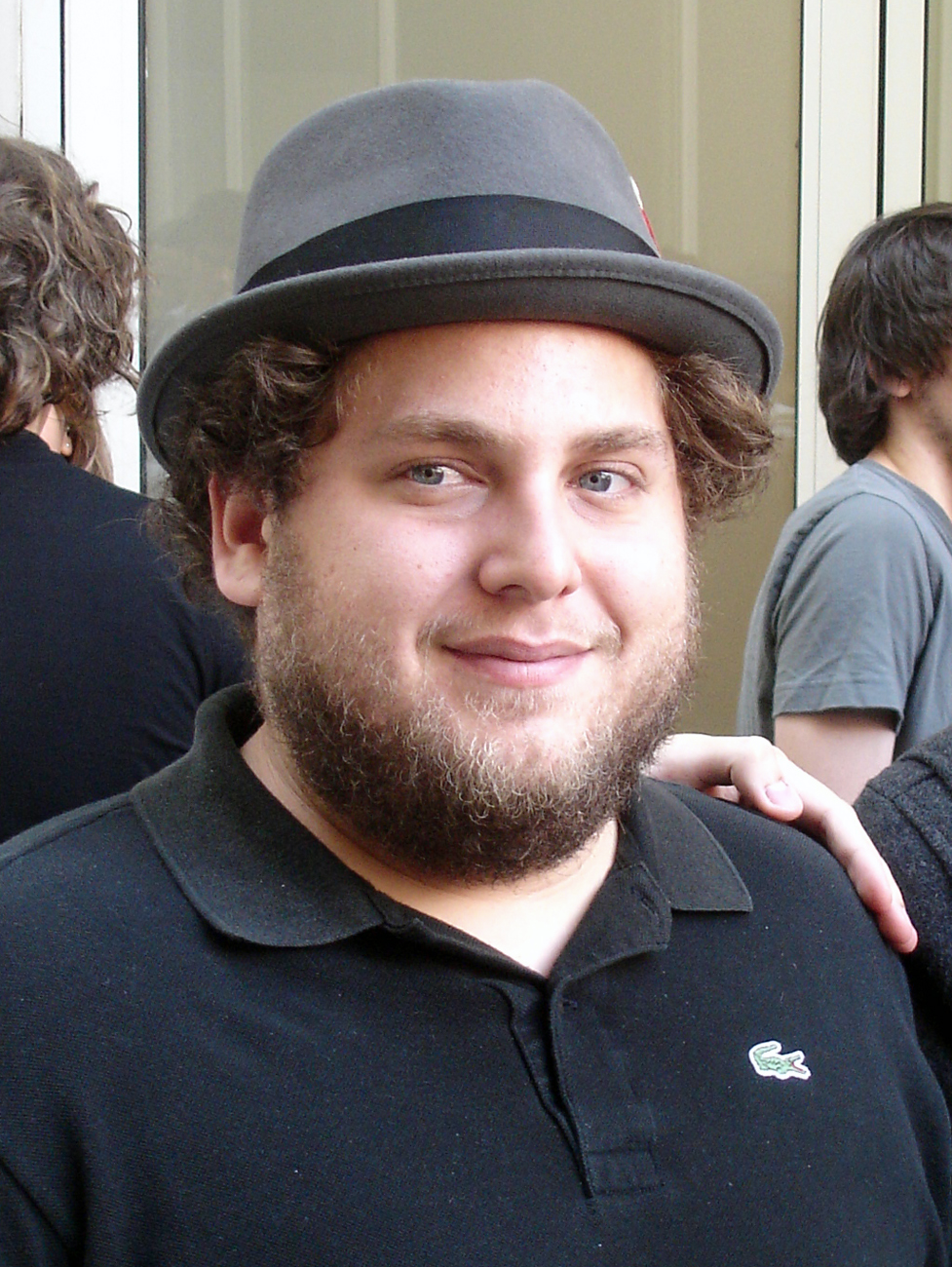
Hill en 2007

Ya en la universidad, Hill comenzó a escribir sus propias obras de teatro y a interpretarlas en el bar Black and White del East Village  de Manhattan. Logró debutar en la gran pantalla después de que Dustin Hoffman le aceptó cuando se presentó en la audición para la película I Heart Huckabees, que se estrenó en 2004.
Hill hizo una breve aparición en el debut como director de Judd Apatow Virgen a los 40 (The 40-Year-Old Virgin), lo que lo llevó a aparecer en el papel de un probador de videojuegos virgen en la comedia Play Boy: el rey del mando (Grandma's Boy) (2006), y papeles en otras comedias como Admitido (Accepted) y Click, haciendo el papel de hijo de Adam Sandler en esta última. Su carrera ascendente siguió con Lío embarazoso (Knocked Up) (2007). En televisión, encarnó el papel de "RA Guy" en la primera temporada de la serie de televisión de la sitcom Oxygen Network Campus Ladies, a la vez que fue artista invitado en un episodio de Clark and Michael.
Su primer papel protagonista llegó en la comedia de Apatow Supersalidos (Superbad) donde aparece con Michael Cera, en unos papeles basados en los primeros años de los guionistas, Seth Rogen y Evan Goldberg. A menudo se la cita como la película que lanzó las carreras de Hill y Cera. Le siguió un papel no acreditado como el hermano de Dewey Cox, Nate, en Walk Hard: The Dewey Cox Story en diciembre de 2007.
Hill quería ser escritor desde bien pequeño y soñaba con formar parte del grupo de guionistas de programas como The Simpsons, Saturday Night Live y The Larry Sanders Show. En este punto, Hill escribió un guion con su amigo Jason Schwartzman. Era Pure Imagination, una comedia para Sony sobre un hombre que desarrolla un amigo imaginario después de una experiencias traumática. El rodaje empezó en 2008 pero finalmente el proyecto se paralizó.
Su siguiente trabajo fue en la nueva cinta de Judd Apatow, Hazme reír (Funny People) (2009) protagonizado por Adam Sandler, Eric Bana y Seth Rogen. También productor en el falso documental de Sacha Baron Cohen Brüno de 2009. También estuvo presente en un episodio de The Simpsons titulado "Pranks and Greens", interpretando a un hombre inmaduro llamado Andy Hamilton, quien fue aclamado como el mejor bromista en la historia de la Escuela Primaria de Springfield. También hizo un breve cameo en la segunda entrega de Noche en el museo 2 (Night at the Museum: Battle of the Smithsonian) como jefe de seguridad.

### 2010-2020: Salto al primer plano

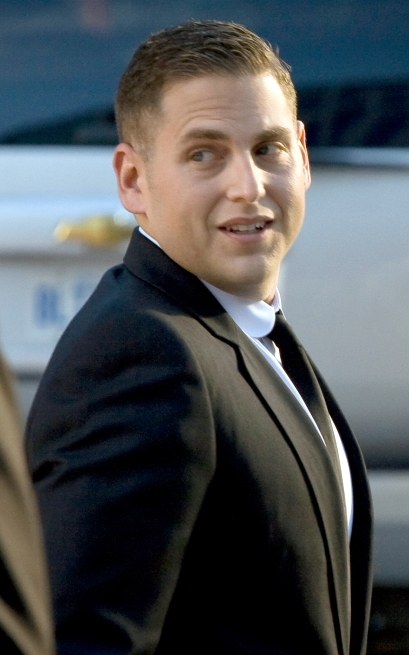
Hill en el Festival Internacional de Toronto de 2011.

Después de coprotagonizar Todo sobre mi desmadre (Get Him to the Greek) con Russell Brand, Hill empezó a trabajar para producciones independientes. Al final, lideró el reparto de Cyrus de Mark Duplass (2010).
En julio de 2011, apareció en los ESPY Awards de ESPN con una gran cambio físico, habiendo perdido 18 kilos. En noviembre de 2011, junto a  Sam Worthington y Dwight Howard, apareció en el anuncio publicitario Call of Duty: Modern Warfare 3, con su nuevo look. También en 2011, creó la serie animada de la Fox Allen Gregory con Andrew Mogel y Jarrad Paul. Recibió mala críticas y fue cancelada el 8 de enero de 2012.
En 2011, Hill fue uno de los principales personajes de Moneyball de Bennett Miller con Brad Pitt y Philip Seymour Hoffman. Una película que tuvo críticas muy favorables y destacaron la actuación de Hill como una variante de sus papeles cómicos habituales. Por eses papel, recibió una nominación a los Globo de Oro al mejor actor de reparto; y a finales de enero de 2012, recibió su primera nominación a los Premios Óscar en el mismo apartado.
En 2012, Hill coprotagonizó junto a Channing Tatum la película Infiltrados en clase (21 Jump Street) en el que también coescribió el tratamiento con el guionista Michael Bacall. A finales de ese año, Hill estuvo en el reparto de Los amos del barrio (The Watch) junto a Ben Stiller y Vince Vaughn. También aprovechó para ser coproductor de la película Brüno e incluso escribió algunos gags para Sacha Baron Cohen, del que dijo que "me enseñó a convertirme en mejor escritor". Ese año, se anunció que Hill aparecería en la última película de Quentin Tarantino Django desencadenado. Citando un posible conflicto con su compromiso con "The Watch", Hill lamentó que actuar en una película de Tarantino fuera "el siguiente paso perfecto" en su carrera. Al final, su papel se limitó a un pequeño cameo.
En 2013, Hill aparecería como él mismo en Juerga hasta el fin (This Is the End). Pero uno de sus mayores llegaría con la película biográfica El lobo de Wall Street (The Wolf of Wall Street ), por el que recibió su segunda nominación a los Premios Óscar al mejor actor de reparto. En una entrevista a Howard Stern el 21 de enero de 2014, Hill dijo que había aceptado el salario mínimo de 60,000 dólares por aceptar entrar en el reparto de Wolf of Wall Street.

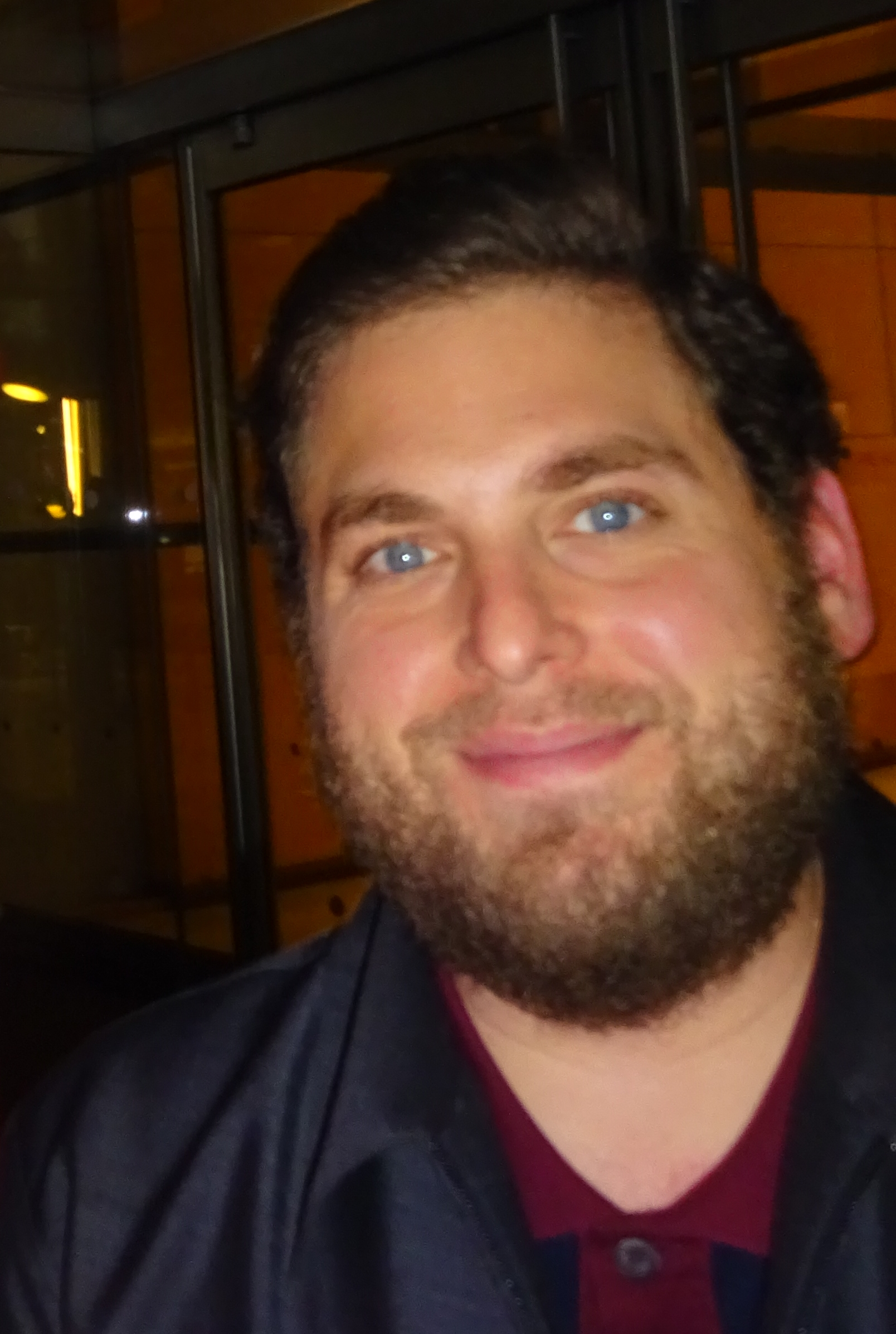
Hill en Nueva York en agosto de 2016.

Puso la voz a Linterna verde en la comedia de aventuras The Lego Movie en febrero de 2014, donde se mezcla animación y actores reales. Hizo el papel de Morton Schmidt en Infiltrados en la universidad (22 Jump Street) (2014), secuela de 21 Jump Street. Su siguiente personaje fue el de Michael Finkel en el thriller de misterio Una historia real (True Story) (2015), con James Franco. En 2016, se puso en la piel de jefe de seguridad de la parodia de los Hermanos Coen' Hail, Caesar! y encabezó el reparto junto a Miles Teller en la comedia dramática de biográfica Juego de armas (War Dogs) (2016) de Efraim Diveroli. En The Guardian, Wendy Ide alabó su interpretación de esta manera: "Jonah Hill es tan repelente —todo fanfarronería, sudor y sexismo descarado— en "War Dogs" que, por un momento, no te das cuenta inmediatamente de la actuación relámpago que ofrece." Ese mismo mes, se estrenó la comedia de animación para adultos La fiesta de las salchichas (Sausage Party), donde pone voz a la salchicha Carl. Le acompañan actores como Seth Rogen, Kristen Wiig, Bill Hader, Michael Cera, James Franco, Paul Rudd, Edward Norton y Salma Hayek.
Hill protagonizó junto a Joaquin Phoenix, Rooney Mara y Jack Black No te preocupes, no llegará lejos a pie (Don't Worry, He Won't Get Far on Foot) dirigida por Gus Van Sant. Dirigió el videoclip de Danny Brown "Ain't It Funny" en 2017. Hill hizo su debut como director de largometraje con el film En los 90 (Mid90s) (2018) escrito por él mismo y protagonizado por Sunny Suljic, Lucas Hedges y Katherine Waterston. que fue presentada oficialmente en el Festival Internacional de Cine de Toronto el 9 de septiembre de 2018, con una buena acogida. También en 2018, Hill encarnó a Owen Milgrim en la miniserie de comedia negra de Netflix Maniac junto a Emma Stone. En octubre de 2018, Vanity Fair, lo incluyó en la lista de los mejores vestidos. En 2019, Hill hizo el papel de Lewis, un agente de libros sureño en la comedia The Beach Bum.
Hill dirigió los videoclips "Gonna Get Over You" de Sara Bareilles de su álbum de 2010 Kaleidoscope Heart, "Ain't it Funny" de Danny Brown  de su álbum de 2016 Atrocity Exhibition, "Wake Up" Travis Scott de su álbum de 2018 Astroworld, y "Sunflower" de Vampire Weekend de su álbum de 2019 Father of the Bride.
El 23 de septiembre de 2019, se filtró la noticia de que Hill sería el villano de The Batman de Matt Reeves. de todas maneras, el acuerdo no se llevó a cabo y Hill abandonó el proyecto.

### 2020-...
En 2020, Hill apareció junto a Martin Scorsese en el anuncio de Coca-Cola Energy, titulado Show Up que fue emitido en la Super Bowl LIV.
Hill estuvo en el reparto de la sátira política No mires arriba (Don't Look Up) dirigida por Adam McKay junto a Meryl Streep, Leonardo DiCaprio, Cate Blanchett, Jennifer Lawrence, Timothée Chalamet y Mark Rylance. Streep dijo en una entrevista a The Late Show with Stephen Colbert que interpretaría a la presidenta de Estados Unidos, y Hill a su hijo y jefe de gabinete. La película se ambienta en una catástrofe global y Streep la describe como una película satírica al estilo de "Dr. Strangelove" y una "metáfora del calentamiento global". El film fue filmado en Massachusetts durante la pandemia de la COVID-19 y fue estrenada en Netflix en diciembre de 2021.
En noviembre de 2021, Hill fue elegido para hacer el papel de Jerry Garcia en el biopic sobre Grateful Dead que iba a dirigir Martin Scorsese. También producirá el proyecto bajo su sello Strong Baby junto con Matt Dines. Hill también dirigió y apareció en el documental de Netflix Stutz de 2022.
En 2023, protagonizó La gente como vosotros (You People), junto a Eddie Murphy, Julia Louis-Dreyfus y Lauren London.

## Vida personal

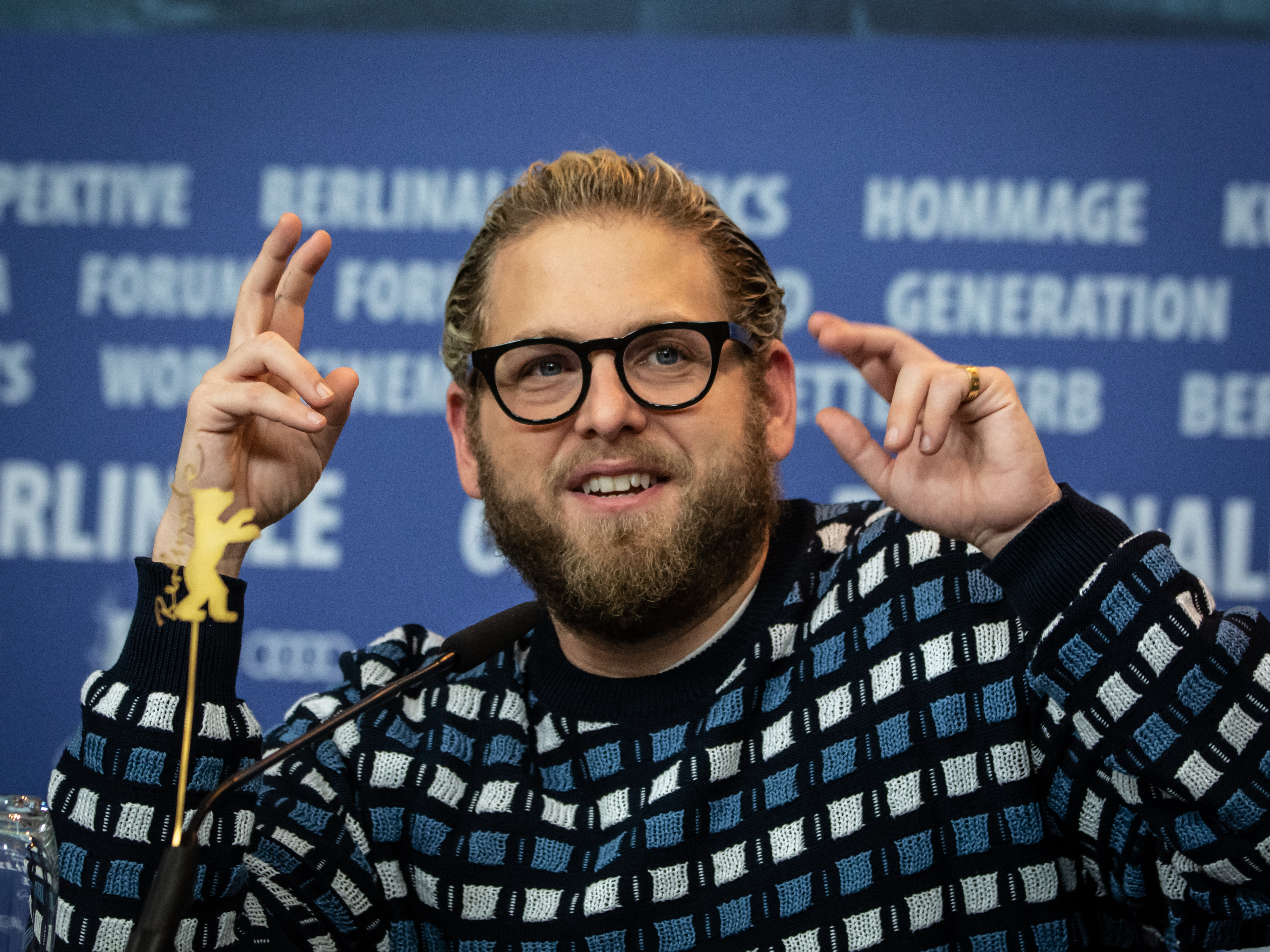
Hill en el Festival de Cine de Berlín de 2019

### Lugar de residencia
Hill rara vez habla de su vida privada. Vive en California, pero a menudo viaja a promover sus películas, y ha dicho en entrevistas que prefiere vivir en la ciudad de Nueva York, pero siente pertenecer a Los Ángeles, donde tiene más oportunidades para una carrera actuando y escribiendo. A pesar de las oportunidades que está buscando, dijo que Hollywood no es un lugar perfecto para él, debido a la tensión. De hecho, en 2016, Architectural Digest hizo un repportaje del piso que Hill se había comprado en el barrio del NoHo de Manhattan en Nueva York City.

### Pérdida de peso
En julio de 2011, Hill apareció en los ESPY Awards de 2011 habiendo perdido una cantidad significativa de peso. Afirmó que lo hizo para que se le tomara en serio para diferentes papeles y explicó que se había puesto en manos de un entrenador personal y de un nutricionista, que le ordenó a cambiar su dieta basada sobre todo en sushi.
En octubre de 2021, Hill pidió a sus fans que dejaran de hacer comentarios sobre su apariencia física, diciendo: "Sé que tienen buenas intenciones, pero les pido amablemente que no hagan comentarios sobre mi cuerpo, ni buenos ni malos. Quiero hacerles saber cortésmente que no vale para nada y que no sienta bien. Mucho respeto."
Hill ha declarado que le gusta pasar tiempo con sus amigos (incluidos los actores Michael Cera y Channing Tatum, y el vocalista de Maroon 5, Adam Levine) y familiares.

### Relaciones sentimentales
Su primer hijo con Olivia Millar nació a mediados de 2023.
En 2023, Hill fue acusado por abuso emocional y "narcisismo misógino" por su exnovia Sarah Brady. Brady, un instructor de surf y estudiante de derecho, compartió públicamente varios intercambios de texto entre la pareja en los que Hill dijo que no podía continuar la relación si ella continuaba surfeando con otros hombres, publicando fotos de ella en traje de baño y pasando tiempo con amigos que él no aprobaba. Ese mismo mes, la ex actriz infantil Alexa Nikolas acusó a Hill de empujarla contra una puerta y besarla sin su consentimiento durante una fiesta en la casa de Justin Long cuando ella tenía 16 años y él 24. Nikolas alegó a Business Insider que Hill y Long la estuvieron acosando con alcohol toda la noche y declaró que lo que Hill le hizo "fue un delito". El abogado defensor de Hill calificó las acusaciones de Nikolas como "una completa invención", afirmando que el evento "nunca sucedió" y que eltestimonio de Nikolas es "demostrablemente poco confiable" y un "acusador en serie". Un representante de Long dijo que "no tiene conocimiento de lo que pudo o no haber sucedido con respecto a la Sra. Nikolas".

## Premios y distinciones
Premios Óscar
| Año  | Categoría              | Trabajo nominado       | Resultado |
| ---- | ---------------------- | ---------------------- | --------- |
| 2012 | Mejor actor de reparto | Moneyball              | Nominado  |
| 2014 | Mejor actor de reparto | El lobo de Wall Street | Nominado  |

Globos de Oro
| Año  | Categoría                        | Trabajo nominado | Resultado |
| ---- | -------------------------------- | ---------------- | --------- |
| 2011 | Mejor actor de reparto           | Moneyball        | Nominado  |
| 2017 | Mejor actor en comedia o musical | War Dogs         | Nominado  |

Premios BAFTA
| Año  | Categoría              | Trabajo nominado | Resultado |
| ---- | ---------------------- | ---------------- | --------- |
| 2011 | Mejor actor de reparto | Moneyball        | Nominado  |

Premio del Sindicato de Actores
| Año  | Categoría              | Trabajo nominado | Resultado |
| ---- | ---------------------- | ---------------- | --------- |
| 2011 | Mejor actor de reparto | Moneyball        | Nominado  |